# Miguel Almonte
Pour les articles homonymes, voir Almonte.
Miguel Emilio Almonte (né le 4 avril 1993 à Saint-Domingue, République dominicaine) est un lanceur droitier de la Ligue majeure de baseball.

## Carrière
Miguel Almonte commence sa carrière professionnelle en 2011 dans les ligues mineures avec des clubs affiliés aux Royals de Kansas City. Surtout lanceur partant, il gradue à l'échelon le plus élevé des mineures en 2015.
Il fait ses débuts dans le baseball majeur comme lanceur de relève des Royals le 1er septembre 2015 face aux Tigers de Détroit.